# Eschweilera perumbonata
Eschweilera perumbonata är en tvåhjärtbladig växtart som beskrevs av Henri François Pittier. Eschweilera perumbonata ingår i släktet Eschweilera och familjen Lecythidaceae.
Artens utbredningsområde är Venezuela. Inga underarter finns listade i Catalogue of Life.